# Deduixkin
Deduixkin (en rus: Дедушкин) és un poble (un possiólok) de l'óblast d'Astracan, a Rússia, segons el cens del 2010 tenia 23 habitants.